# ありがとう浜村淳です
『ありがとう浜村淳です』（ありがとうはまむらじゅんです）は、毎日放送→MBSラジオが午前中に関西ローカルで放送している生ワイド番組シリーズ。浜村淳（映画評論家・ラジオパーソナリティ・司会者・タレント）の冠番組で、1974年（昭和49年）4月8日（月曜日）に放送を開始してから、2023年（令和5年）4月8日（土曜日）放送分で50年目に達している。
1977年（昭和52年）2月から2024年（令和6年）3月30日（土曜日）までは、平日の午前中に『ありがとう浜村淳です』、土曜日の午前中に『ありがとう浜村淳です土曜日です』が編成されていた。平日版の放送が2024年3月29日（金曜日）をもって終了したことを機に、翌4月からは、土曜日のみの週1回放送へ移行。

## 概要
関西圏におけるラジオ番組の聴取率調査において、2012年10月の調査時点で、5回続けて在阪ラジオ全局・全番組で聴取率トップを記録していたほどの人気番組。平日版では2度にわたって、聴取率が10％を上回っていた。あくまでも単純な比較に過ぎないが、この数値は、聴取率調査の時点で平日版と同じ時間帯に民放テレビ局が全国ネット向けに放送していたワイドショーの視聴率の2倍以上に当たる。
放送開始から50年目、2023年度のキャッチフレーズは「世紀半ば、道半ば。今日のあなたに”ありがとう”。」。50年目のフレーズは浜村自身によるもので、これまでを振り返るのではなく、「現在お聞きのあなたへ･･･これからもお願いします」という意味合いを持たせている。もっとも、厳密に記せば、平日版の放送期間（50年）は土曜日版より短かった。1972年10月から1977年1月まで放送されていた『ごめんやす浜村淳です』を、土曜日版が1977年2月から事実上継承していることによる。
2020年度の最終放送（2021年3月31日＝水曜日）までは、土曜日版とともに毎日放送のラジオ局（ラジオ放送事業部門）で制作していた。毎日放送は「新日本放送」時代の1959年3月1日からテレビ放送事業とラジオ放送事業を兼営してきたが、2021年4月1日（木曜日）付でラジオ放送事業を「株式会社MBSラジオ」へ移管したことに伴って、当番組も同日放送分から「株式会社MBSラジオ」コンテンツデザイン局のプロデュースセンターで制作している。このような制作体制の変更に伴って、番組開始当初から「毎日放送」という社名を入れていたジングル（サウンドステッカー）や、後述するオープニングの口上も「MBSラジオ」という新社名や「Mラジ」（エムラジ）という新略称入りのバージョンへ一新された。
1990年代後半には「『ありがとう浜村淳です』の東京版」とされる冠番組シリーズ（『お待たせしました 浜村淳です!』→『古今東西!浜村淳』）がTBSラジオからレギュラーで放送されていたほか、浜村はこのシリーズの終了後も、在阪局が全国向けに制作する番組へ随時登場している。ただし、当番組で平日版にも土曜日版にも出演していた時期に在京局が制作した番組には、特別番組を中心にゲストで登場するだけにとどめていた。
平日版では2002年10月4日（金曜日）まで「8時 - 10時」の2時間枠、10月7日（月曜日）から2021年10月1日（金曜日）まで19年間にわたって「8時 - 10時30分」の2時間半枠で放送されてきたが、2021年10月4日から「8時 - 10時」の2時間枠に戻した（土曜日版では前述の放送時間を変更せず）。2021年の10月改編で平日夕方の生ワイド番組の放送開始時刻を15時30分から15時に繰り上げる（「夕方もポチっとMラジ」というレーベル枠を新設する）ことに伴う措置で、平日版と当該番組の間に編成されている『松井愛のすこ〜し愛して♥』の放送枠も「10時 - 正午（12時）」、『こんちわコンちゃんお昼ですょ!』の放送枠も「正午 - 15時」と30分ずつ繰り上げた。MBSラジオでは、同年9月21日の秋季改編会見で、平日版だけ放送時間を短縮した理由を「帯番組の開始時刻を正時（0分）に統一させる目的で、前後の番組と調整した結果」と説明している。

### 放送開始時点の状況
在阪ラジオ局が平日の早朝に放送していた番組では、関西（滋賀県）出身で阪神ファンの中村鋭一がパーソナリティを務める『おはようパーソナリティ中村鋭一です』（1971年から朝日放送で放送を開始）が絶大な人気を誇っていた。当時はテレビとの兼営局だった毎日放送のラジオ放送部門（MBSラジオ）でも、中村と対照的な個性（東京都出身・巨人ファン）の持ち主である阪本時彦（当時は毎日放送アナウンサー）をパーソナリティに立てた『おはようリスナー阪本時彦です』を1972年4月から生放送。一定の人気を博しはしたものの、『おはようパーソナリティ中村鋭一です』の後塵を拝した。
この結果を受けて、MBSラジオでは『おはようリスナー阪本時彦です』の後継番組として、当時深夜番組で評判を呼んでおり、すでに土曜日に『ごめんやす浜村淳です』を担当中であった浜村淳をパーソナリティに据えた生放送番組を企画。企画の立案者である橋元文朗が、浜村にパーソナリティへの就任を要請した。浜村はそれまでの担当番組とは異なる時間帯（平日の午前中）の生放送に毎日出演することを当初は固辞していたが、橋元から「枕元にマイクを置いてでもやってもらいたい」と説得されたことを機に、「1〜2年」という約束で当番組への出演を承諾。結局、橋元自身がプロデューサーとして番組の開始にこぎ着けた。ちなみに、MBSラジオでは、第2回（1974年4月9日）の放送を収録した音源を所蔵。当番組を紹介するイベントや、他の番組で随時流している。なお、1977年には土曜日に放送していた『ごめんやす』を『ありがとう浜村淳です土曜日です』へと改題することで6曜日の番組タイトルを統一した。
毎日放送社史『毎日放送の四〇年』（1991年）には「季節感、情感を盛り込んだ歯切れのよい話術はスポーツ型の中村鋭一と好対照を見せ、女性層を中心に驚異的速度で聴取率を伸ばしていった。ABCとMBSの一騎討ちはそのまま“中村鋭一 対 浜村淳”の競り合いとなり、ラジオは新しいパーソナリティの時代に激しく突入していった」と記されている。『おはようパーソナリティ中村鋭一です』がパーソナリティの変更で『おはようパーソナリティ道上洋三です』に代わった1977年度以降も、道上が脳梗塞の発症をきっかけに2021年度限りでパーソナリティを退くまで、当番組との間で関西圏におけるラジオ聴取率のトップを争っていた。もっとも、過去の聴取率調査では、男性を中心に聴かれている傾向が顕著に現れている。1990年代には、高市早苗（毎日放送・MBSラジオの放送対象地域である奈良県出身の衆議院議員）が日本民間放送連盟賞番組活動部門の審査員として当番組を審査した際に、「私はこの番組を『おっさん（中高年男性）のもの』だと思っています」との講評を述べていたという。
なお、平日版の放送開始45周年に当たる2019年には、開始当初の状況や浜村の半生などを織り込んだラジオドラマを制作。『浜村淳青春物語』というタイトルで、4月13日に前編、4月20日に後編を放送した（いずれも土曜日の20時 - 21時）。このドラマでは、浜村と同郷（京都市出身）の佐々木蔵之介を浜村役に起用。浜村自身や放送時点でのアシスタント（佐々木りつ子・鳥居睦子）をはじめ、当番組のレギュラー経験者（後述する「ありがとう娘。」の一部など）も出演した。

### 「放送50周年」の節目に平日の放送を終了・土曜日のみの放送へ
2023年9月1日（金曜日）には、平日版を放送開始50年の節目（2024年の3月末）で終了することや、同年の4月以降も土曜日版の放送を続けることが『スポーツニッポン』で報じられた。この報道によれば、平日版の終了をめぐっては「（2023年1月の誕生日で）米寿（88歳）を迎えてもなお、朝の生放送でパーソナリティを続ける浜村の負担を考慮した」、土曜日版の継続については「いわゆる『ヘビーリスナー』が多いことや、本人が『100歳まで現役（のパーソナリティであり続ける）』という目標を掲げていることを考慮した」とされていた。翌9月2日（土曜日）には「『放送50周年を節目に、平日版か土曜日版のいずれかを終了』という協議が2023年の春から水面下で進められた末に、平日版の終了に向けて調整中」という趣旨の記事が『日刊スポーツ』に掲載されたが、放送上は平日版・土曜日版とも、浜村が100歳までパーソナリティを続ける意向をフリートークで改めて示す程度にとどまっていた。
MBSラジオでは、2023年9月25日（月曜日）の本番後に、同年10月期の改編記者会見を浜村同席の下で開催。本人の了承を受けて、平日版を2024年の3月末に終了することが正式に発表された。浜村は、平日版の終了について、「いつまでもだらだら続けているようでは『老害』と呼ばれるかも知れないので、50年をひと区切りに勇退する」と表現。そのうえで、「土曜（日の放送）は残るので、（平日版が終わることに）失望や落胆を感じてはいない」として、さまざまな企画で土曜日版を盛り上げることに強い意欲を示している。
実際には2024年3月29日（金曜日）をもって、半世紀にわたる平日の生放送を終了。平日版最後のアシスタントは桜井一枝で、前述したように土曜日版の放送を浜村・桜井コンビで続けることが決まっていたため、当日の新聞などに掲載されたラジオ番組表には（「最終回」を意味する）「終」の略字が付けられていなかった。
なお、毎日放送では、平日版の終了に関する特集企画を最終回前日（2024年3月28日＝木曜日）の『よんチャンTV』（関西ローカル向けの報道・情報番組）内で17時台の後半に放送。この企画では、火曜日における最後の生放送（3月26日）へ臨む浜村に密着した取材映像や、平日版の立ち上げや制作に携わった元・スタッフへのインタビュー映像を織り交ぜていた。

### 平日版終了後の主な動き
MBSラジオでは2024年4月1日（月曜日）から、『ヤマヒロのぴかッとモーニング』（「ヤマヒロ」という愛称で知られる関西テレビ出身のフリーアナウンサー・山本浩之の冠番組）が平日版の放送枠とコーナー・スポンサーの一部を継承。当番組の平日版最終盤におけるアシスタント陣のうち、2023年9月から月曜日に出演していた古川圭子は、『ぴかッとモーニング』でも月・火曜日に「ヤマヒロ」のパートナーを務めている。また、『ぴかっとモーニング』内で使用する提供クレジットの収録に際しては、水曜日の最終アシスタントだった関岡香（いずれも毎日放送アナウンサー）がアナウンスを担当した。
浜村は、MBSラジオで当番組の土曜日版に加えて、2024年4月7日から『浜村淳の歌の宝石箱』（毎週日曜日の午前5時30分 - 6時に放送される事前収録番組）のパーソナリティを関岡と揃って担当。土曜日版は『ありがとう浜村淳です』として編成されているが、実際の放送では『ありがとう浜村淳です土曜日です』というタイトルを引き続き使用している。
2024年4月15日（月曜日）には、当番組の放送開始50周年を記念した公開イベントをSkyシアターMBS（大阪駅西側のJPタワー大阪内）で開催。MBSラジオでは、このイベントのダイジェスト番組を、同月28日（日曜日）の18:00 - 20:00に放送した。

## 出演者
パーソナリティ
- 浜村淳[19][20][21][22][23][24][25][26]

当番組の放送開始以来、編成上の事情による休止期間（選抜高等学校野球大会のラジオ中継など）を除いて、2021年1月13日（水曜日）放送分まで1回も休演していなかった。2011年には、当番組などによる放送文化への長年の貢献に対して、放送文化基金から第37回放送文化基金賞（個人・グループ部門・放送文化賞）を授与された。
2021年1月13日放送分への出演後に国立循環器病センターで定期検診を受けたところ、脳内の血管にごく小さな閉塞の症状を検査医が発見。この症状の解消に効果のある治療薬を探す必要に迫られたことから、再検査と投薬治療を目的にそのまま入院したため、14日（木曜日）・15日（金曜日）放送分を休演した（詳細後述）。浜村が（放送休止期間やあらかじめ取得を決めていた休暇を除いて）当番組を完全に休演することは初めてであったが、共演者やスタッフに電話でメッセージを伝えられるほど体調は良好で、16日放送の土曜日版から電話を介して一部の時間帯で出演を再開。同日中の退院を経て、18日（月曜日）放送分からスタジオへ復帰した。
当番組の放送開始を機に、「放送前日の夜10時半に就寝してから、翌朝の5時に起床したうえで、自家用車を運転しながら毎日放送のラジオスタジオへ向かう」という生活を40年以上にわたって継続。朝6時前後に同局へ到着してからは、生放送開始までの約2時間を、放送に使う予定の「ネタ」の整理に充てている。もっとも、浜村本人の弁によれば、「（資料や新聞・雑誌記事を基に）『ネタ』を作っても放送で使えるのは（全体の）3分の1」という。火曜日の早朝（5時46分）に発生した阪神・淡路大震災（1995年1月17日）では浜村の地震体験と過去の近畿地方の地震の歴史を紹介した、月曜日の本番直前（7時58分）に発生した大阪府北部地震（2018年6月18日）では、当番組の大半を報道特別番組に急遽変更したが、浜村自身は両日とも当番組の放送枠内で出演していた。
休演には至らなかったものの、自家用車で毎日放送へ向かう途中に大雪による大渋滞に巻き込まれた影響で、車内から電話で出演したことが1回だけある。また、日本国内で新型コロナウイルスへの感染が拡大している2020年には、高齢（当時85歳）であることを踏まえた暫定措置として、4月28日（火曜日）から5月22日（金曜日）まで自宅からのリモート中継による出演に変更（詳細後述）。パーソナリティへの就任に向けたMBSラジオ関係者の口説き文句（「枕元にマイクを置いてでもやってもらいたい」）に近い状況が、奇しくも実現している。
『偉大なる、しゅららぼん』（2014年3月8日公開の映画版） では、滋賀県長浜市の商店街で実施されたロケに、浜村が通行人役で深田恭子と共演。カメオ出演ながら、出演シーンの最後に「ありがとう」という台詞を述べている。その縁もあって、同年3月3日の「朝からようこそ」では、同作品に出演の深田・濱田岳・岡田将生へのインタビュー（事前収録）を放送した。
ペ・ヨンジュンが日本で人気を博し始めた2004年頃からは、「ヨン様」（日本における彼の愛称）にちなんで、MBSラジオで放送される当番組の告知CMに「ヨン様、淳様、ありがとう」というキャッチフレーズが使われている。
前述の放送開始40周年イベントでは、「何が何でも50周年を迎えたい」と宣言。浜村が当時81歳だった2016年1月には、毎日放送社長の三村景一（当時）から、直々に「（当番組のパーソナリティを）ずっとやって欲しい」と打診された。浜村自身は、この打診に対して、「病気になっても病室から放送したい」という表現で快諾している。
平日版の終了については、「この先の50年を支える人材の育成が必要なので、（土曜日版の放送開始から）50年を一区切りに、新たな『トライ』をさせて欲しい」というMBSラジオ側からの打診を、「良い引き時」として快く了承したことを2023年10月改編の記者会見で明言。終了の2ヶ月半前（2024年1月10日）で89歳になることを背景に、「本音としては（平日にパーソナリティを）続けたいところだが、放送の途中で突然どんな事故が起こるかも、認知症が起こるかも分からない。スタッフにもお気遣いをいただいたところで、50年を機に後進に道を譲る（ことを決めた）」と語っていた。もっとも、会見に同席していた同局の浜田尊弘代表取締役社長は、報道陣に対して「（浜村さん）は、今も全然お元気でしっかりとお話をされている。認知症などのくだりについては、『浜村節』ととらえて欲しい」と補足している。
浜村自身は「平日にも土曜日にも午前4時半に起床する」という生活を50年間続けてきたことから、平日版の終了が正式に発表された際には、「（平日版の終了によって）朝の時間を自由に使えることや、朝寝坊ができることはありがたい。土曜日版は時事的な話題に一切触れないで放送しているので、（そのような話題をオープニングから語っていた）平日版の終了でストレスが一つ減ることにホッとしている」との本音も吐露。その一方で、平日版の終了後も、木・金曜日には『浜村淳の歌の宝石箱』の準備や収録などでMBSラジオ（毎日放送本社内）のスタジオへ出向くことを明かしている。
放送終了時点の「アシスタント」
- 佐々木りつ子（月曜・金曜→月曜・火曜→月曜 - 木曜→火曜アシスタント、 2014年3月31日 - 2024年3月26日）

妹尾和夫が主宰する劇団パロディフライで活動中の女優で、2015年3月までは昭和プロダクション（当時の浜村の所属事務所）にも業務提携扱いで所属。MBSラジオでは、当番組への出演を始めるまで『日曜コンちゃん おはようさん』（毎週日曜日8時 - 8時30分）で「コンちゃん」（近藤光史）のアシスタントを務めていた。2017年1月7日から2021年10月2日までは、土曜日版のアシスタントを兼務。当番組では浜村から、「ササリン」という愛称で呼ばれている。
2021年秋改編での出演曜日変更を経て、2022年4月に結婚。2023年に第一子を懐妊したことに伴って、同年8月31日（木曜日）放送分をもって休業していたが、出産を経て2024年2月6日から火曜日限定で出演を再開。
- 古川圭子（月・火曜アシスタント代理→月曜アシスタント、毎日放送アナウンサー、2023年9月4日 -　2024年3月25日）
- 関岡香（水曜アシスタント代理→水曜アシスタント、毎日放送アナウンサー、2023年9月6日 -　2024年3月27日）

いずれも、佐々木の産前産後休業を機に、「アシスタント代理」扱いでレギュラー出演を開始。佐々木が出産を経て火曜日限定で出演を再開したことを受けて、2024年2月5日から古川の担当曜日を月曜日のみに変更していた。
- 桜井一枝（金曜アシスタント→金曜アシスタント兼木曜アシスタント代理→木・金曜アシスタント、2013年10月8日 - 2024年3月29日）

2002年10月から2013年9月25日まで月曜日 - 水曜日を担当した後に、『こんちわコンちゃんお昼ですょ!』金曜日分への準レギュラー（月1回）出演などを経て、2021年秋の改編より当番組に復帰。復帰を機に、土曜日版のアシスタントを兼務している。さらに、佐々木の産前産後休業を受けて、2023年9月7日から木曜日のアシスタントも担当。
長らく所属していた大阪テレビタレントビューローの解散（2018年3月）を機に、昭和プロダクションを経て、2023年から浜村と共に一丁目一番地（谷村淳司が昭和プロダクション社長からの退任を機に設立した芸能事務所）へ移籍している。
放送終了時点の「ありがとう娘。」（サブアシスタント）
「今朝の新聞から」で紹介する新聞記事のスクラップ作り、電話の受付、生放送中に迎えるゲストへの応対（いわゆる「お茶出し」）、「ありがとうファミリー劇場」への出演など、多岐にわたって番組をサポート。生放送へ登場する場合には、出身地に関する話を浜村から振られることが多い。かつては「ありがとうガールズ」「ありがとうギャルズ」と呼ばれていた時代もあったが、モーニング娘。にならって名称を変更。
- 吉村珠佳（よしむら　あやか） - ウェイバックマシン（2019年10月21日アーカイブ分） - 2009年8月 - 2016年9月および、2018年10月以降に参加。兵庫県川西市の出身で、浜村と同じく昭和プロダクションに所属。2015年4月から2016年3月までは、『今日は日曜♪野村啓司のラジオなひととき』のリポーターを兼務していた。2017年4月から2018年3月まで、契約アナウンサーとして山陰放送に在籍。同局のラジオ番組でパーソナリティを務めていたが、契約期間の満了を経て、2018年10月から当番組に復帰。
- 西田愛（にしだ　めぐみ） - ウェイバックマシン（2019年5月21日アーカイブ分） - 2012年5月から参加。富山県滑川市の出身で、昭和プロダクションに所属。MBSラジオでは、当番組への出演と並行しながら、2021年4月から10月2日未明まで『おわらナイト』（土曜日未明の生放送番組）の「ナビゲーター」（パーソナリティ）、同年10月から『Mタウン』（火曜日未明の生放送番組）のパーソナリティを単独で務めている。
- 田下愉香（たした　ゆか）  - 2018年10月から参加。大阪市の出身で、MC企画に所属。

### 歴代の出演者
アシスタント
| 期間      | 期間       | 月曜         | 火曜         | 水曜         | 木曜         | 金曜         |
| --------- | ---------- | ------------ | ------------ | ------------ | ------------ | ------------ |
| 1974.4.8  | 1974.9.30  | 清水良子     | 清水良子     | 清水良子     | 清水良子     | 清水良子     |
| 1974.10.1 | 1976.3.31  | 板垣晶子     | 板垣晶子     | 板垣晶子     | 板垣晶子     | 板垣晶子     |
| 1976.4.1  | 1976.9.30  | 松田静代     | 松田静代     | 松田静代     | 松田静代     | 松田静代     |
| 1976.10.1 | 1993.9.30  | 鈴木美智子   | 鈴木美智子   | 鈴木美智子   | 鈴木美智子   | 鈴木美智子   |
| 1993.10.1 | 1998.11.30 | 寺嶋千恵子   | 寺嶋千恵子   | 寺嶋千恵子   | 寺嶋千恵子   | 寺嶋千恵子   |
| 1998.12.1 | 2002.9.30  | 宮西直美     | 宮西直美     | 宮西直美     | 宮西直美     | 宮西直美     |
| 2002.10.1 | 2006.9.29  | 桜井一枝     | 桜井一枝     | 桜井一枝     | 奥井ともこ   | 奥井ともこ   |
| 2006.10.2 | 2008.9.26  | 桜井一枝     | 桜井一枝     | 桜井一枝     | 阿部宏美     | 阿部宏美     |
| 2008.9.29 | 2013.9.27  | 桜井一枝     | 桜井一枝     | 桜井一枝     | 大内真紀     | 大内真紀     |
| 2013.9.30 | 2014.3.28  | 大内真紀     | 鳥居睦子     | 鳥居睦子     | 鳥居睦子     | 大内真紀     |
| 2014.3.31 | 2015.9.25  | 佐々木りつ子 | 鳥居睦子     | 鳥居睦子     | 鳥居睦子     | 佐々木りつ子 |
| 2015.9.28 | 2021.10.1  | 佐々木りつ子 | 佐々木りつ子 | 鳥居睦子     | 鳥居睦子     | 鳥居睦子     |
| 2021.10.4 | 2023.9.1   | 佐々木りつ子 | 佐々木りつ子 | 佐々木りつ子 | 佐々木りつ子 | 桜井一枝     |
| 2023.9.4  | 2024.2.2   | 古川圭子     | 関岡香       | 桜井一枝     | 桜井一枝     |              |
| 2024.2.5  | 2024.3.29  | 古川圭子     | 関岡香       | 桜井一枝     | 桜井一枝     | 佐々木りつ子 |

ありがとうギャルズ
- 橋本のりこ - 1988年 - 1989年
- ほりえかおり
- 井口美喜子 - 1999年3月
- 長居知恵子 - 2001年9月
- 奥村直子 - 1999年3月
- 井上佳代子 - 1998年3月
- 梅田エリカ - 2000年3月
- 大橋由佳 1998年4月 - 2001年9月
- 中野加奈子 1999年4月 - 2001年9月。2014年3月1日から、大内に代わって土曜日版のアシスタントを担当。
- 吉井ゆかり 1999年4月 - 2000年3月
- 藤原美佳 2000年4月 - 2001年9月
- 三宅奈緒子 2001年10月 - 2003年9月
- 竹内奈美子 2001年10月 - 2003年9月
- 住吉二三 2001年10月 - 2003年9月

ありがとう娘。
- 松木宏美 2003年10月 - 2007年10月、香川県さぬき市出身。出産のため、番組卒業。
- 河合美保 2003年10月 - 2007年12月
- 桜井佑理子 -2007年10月 - 2009年8月
- 宮﨑真理 - 2007年10月 - 2011年3月?
- 山下真央子 - 2011年4月 - 2012年5月
- 加藤万梨子 - 2011年4月 - 2013年2月、青森県八戸市出身。
- 小﨑成子 - 2013年3月 -2015年9月、愛媛県宇和島市出身。
- 三田愛美（さんだ　あゆみ） - 2016年10月 - 2017年9月 、大阪市出身。 卒業翌月の2017年10月から2018年3月まで、同局の2017年度ナイターオフ期間番組『次は〜新福島!』木曜日にコーナー出演。
- 畠山美咲 - 2013年3月 - 2018年9月、大阪市出身。
- 岡田麻紗巳 （おかだ　あさみ）　- 2016年10月 - 2022年3月、群馬県藤岡市出身。

## 放送時間
| 期間                          | 放送時間                     |
| ----------------------------- | ---------------------------- |
| 1974年4月8日 - 2002年10月4日  | 月曜日 - 金曜日 8:00 - 10:00 |
| 2002年10月7日 - 2021年10月1日 | 月曜日 - 金曜日 8:00 - 10:30 |
| 2021年10月4日 - 2024年3月29日 | 月曜日 - 金曜日 8:00 - 10:00 |

※MBSラジオが選抜高等学校野球大会の全試合を中継していた2008年までは、大会期間中に3試合〜4試合を予定している日に放送時間を短縮していた（3試合日=9:30試合開始のときは8:00 - 9:25まで。4試合日=8:30からとなる場合は8:00 - 8:25まで）。大会期間中には、浜村が休暇を取ったり、番組の主催で浜村・アシスタントとリスナーの交歓ツアーを実施したりすることが多かった（後述）。

## タイムテーブル
放送枠を2時間（8時 - 10時）に短縮した2021年10月以降の内容に準拠。8時台「今朝の新聞から」以外のコーナーでは、放送枠が2時間半（8時 - 10時30分）だった改編前から内容や時間帯が若干変更されている。
- 8:00 今朝の新聞から

平日版の看板コーナー。当日の新聞や週刊誌などから、政治・経済、事件・事故、芸能情報といった、あらゆるジャンルのニュースを浜村ならではの話術（いわゆる「浜村節」）で紹介していた。本人は「おはようございます」と挨拶したり、自身の氏名を名乗ったりせずに、後述するタイトルコールに続いて話を始めていた。
8時台は、浜村の生コマーシャル（途中で約5分間挿入、月曜日を除く）と前後約2分ずつのスポンサーCMを除いて、当コーナーの放送に充てられていた。そのため、歴代のアシスタントは、「CMの直前に、浜村の話が途切れるタイミングで時刻（8時○分）を告げる」という点でタイムキーピングの技量を試されていた。また、生コマーシャルの時間帯を除いて、当番組のテーマソングをBGMに使用。放送日によっては、9時の時報以降も、BGMを流さずに当コーナーをしばらく続けることもあった。
当コーナーの放送中には、基本として天気予報や交通情報を挿入しなかった。ただし、緊急時には、MBSラジオの報道ブース（当番組での呼称は「ニューススタジオ」→「報道フロア」）から担当のアナウンサーがニュース速報や気象警報などを伝えていた。
番組の開始当初は、スポーツ関連のニュースや話題を取り上げるコーナーを別途編成。NPB（日本プロ野球）のシーズン中で放送の前日に公式戦が催されていた場合には、当時の毎日放送野球解説者（本屋敷錦吾など）をスタジオに迎えるとともに、公式戦の結果を伝えていた。このコーナーが廃止されてからは、スポーツ関連の話題も「今朝の新聞から」で随時扱っているが、取り上げる頻度は減っていた。また、浜村は生コマーシャルの放送を開始するまで、「今朝の新聞から」で（CMをはさみながら）ほぼ1時間にわたってニュースを語り続けていた。
平日版の放送枠を引き継いだ『ヤマヒロのぴかっとモーニング』でも、当日の新聞記事から出演者が気になったニュースを紹介する目的で、「気になるニュースをぴかッとフラッシュ」というコーナーを8時台に編成。ただし、「今朝の新聞から」と違ってオープニングトークから直結していないほか、「ヤマヒロ」（山本浩之）と（当番組でのアシスタントに相当する）パートナーによるクロストークを通じてニュースやスポーツ関連の話題を伝えている。また、「ぴかっとフラッシュ」の放送時間は30分程度で、「今朝の新聞から」より短い。ちなみに、「ヤマヒロ」は『ぴかっとモーニング』初回（2024年4月1日放送分）のオープニングで、「今朝の新聞から」における浜村の口調を真似ながら山田裕貴（俳優）と西野七瀬（乃木坂46の元メンバー）の結婚を伝えていた。
- 9:00 9時クイズ

リスナーが放送中に電話で参加できるクイズコーナーで、月 - 木曜日は当日発行の新聞に掲載された記事から出題。金曜日のみ、童謡・唱歌・テレビ番組の主題歌の音源を流したうえで、その曲のタイトルをリスナーに推測させていた。応募者の中から抽選で3名 - 5名に、スポンサー企業などから提供された商品や、番組のノベルティ・グッズ（1万円札のデザインを箱にあしらったボックスティシューなど）をプレゼント。
2023年までは、プロ野球のレギュラーシーズン中で阪神タイガースが放送前日の公式戦で勝利した場合に、アルコール飲料（日本盛の清酒「虎の神撃ニューカップ180ml」30本、メルシャンの赤ワイン・白ワインセット、アサヒスーパードライの24缶1ケース、ワンカップ大関など）を成人のリスナーから抽選で3名に贈っていた。この場合には、浜村が当コーナーや番組の冒頭で、「阪神勝った明くる日は、（日本盛・メルシャンワイン・アサヒビール・ワンカップ大関）で乾杯しよう」という口上を披露。平日版の最終盤では、ワンカップ大関をプレゼントに提供していた関係で、清酒大関のCMソング（加藤登紀子の歌唱による「酒は大関」）をBGMに用いていた。なお、阪神が放送前日の公式戦で敗れた場合や、放送の前日に阪神の公式戦がなかった場合には、番組特製のクオカード・タオル地のハンカチ・メモ帳をそれぞれ3名にプレゼント。2006年9月まではオレンジカードだったが、10月にクオカードに変更された。Jスルーカードにしなかったのは、同カードが使えない和歌山県（阪和線以外の線区）や中国・四国地方、中京地方などのリスナーに対する配慮であった。その一方で、上記以外のプレゼントが不定期で追加されることもあった。
いずれのクイズでも3つの選択肢（浜村曰く「第○ヒント」）が提示されるが、実際には正解に当たる「ヒント」を類推しやすくなっていた。また、金曜日のクイズでは、出題する音源の歌詞に正解が含まれていてもそのまま流していた。
クイズの応募については、基本としてスタジオの外に待機しているオペレーターが電話で受け付けている。FAXが一般の家庭に普及してからは、FAXでも専用番号で最終回まで応募を受け付けていたが、少なくとも2023年9月以降は水曜日に限って「67コール」を活用。「67コール」では受付用の電話番号が「ヒント」ごとに割り当てられているが、スマートフォンと携帯電話からしか応募できず、1回の応募につき（消費税込みで）55円の通話料が生じる。また、当選者には放送で発表する前に、担当者から当選の旨を電話で通知されるようになっていた。
『ヤマヒロのぴかっとモーニング』では、リスナーが放送中に電話で参加できるプレゼントコーナーを、「ぴかッとコールdeあげたいモン」というタイトルで9時の時報明けに設けている。このコーナーでは、クイズをリスナーへ出題しない一方で、「67コール」による応募受付システムを全ての曜日で採用。
「MBSラジオ　スペシャルウィーク」期間中には、8時台にも出題。同局が平日に放送する他の生ワイド番組でも、当該番組のパーソナリティが出題するプレゼントクイズとして実施したうえで、出題当日の放送中に正解とプレゼント当選者を発表することがあった。
2017年12月12日 - 12月14日：『次は〜新福島!』（「夜の9時クイズ」として午後9時の時報明けに出題）
2019年6月10日 - 6月14日：『子守康範　朝からてんコモリ!』『松井愛のすこ〜し愛して♥』『こんちわコンちゃんお昼ですょ!』『上泉雄一のええなぁ!』（当番組の放送45周年を記念した連動企画「何時になっても9時クイズ」として放送中に出題）
コーナーテーマ曲（全て女声）は日替わりで、宝塚歌劇調やド演歌調、西部劇調、ジャズ調のオリジナル楽曲4種類の他、替え歌が用いられる日もあった。これまでに登場した替え歌は「桃太郎」「らいおんハート」「ドラえもんのうた」「水戸黄門（ああ人生に涙あり）」「ゴッドファーザー（愛のテーマ）」「アルプスの少女ハイジ（おしえて）」「ロート製薬」「サンタが街にやってくる」（クリスマス限定）「一月一日」（お正月限定）など。ただし、水曜日のクイズの応募用に「67コール」を導入してからは、その旨を歌詞に盛り込んだテーマ曲を特別に流していた。
- 9:05 交通情報・天気予報

平日版開始当初の交通情報では、『男と女』（フランス映画）のテーマソングをBGMとして流していた。
2010年3月までは、この時間帯の交通情報に限って、大阪センター（阪神高速道路と一般道路）と吹田センター（阪高以外の高速道路）の双方から伝えていた。交通情報と天気予報が終わるたびに、担当者に向けて、浜村とアシスタントが口を揃えて「ありがとうございました」と挨拶していたことが特徴。
- 9:10 浜村とアシスタントによるスタジオからの生コマーシャル（インフォマーシャル）
- 9:25 MBSニュース

シフト勤務に就いている毎日放送のアナウンサーが、MBSラジオの報道フロア（以前の呼称は「ニューススタジオ」）からストレートニュースを伝えていた。2021年9月までは、10時台（10:02頃）にも放送枠を編成。2015年頃までは、直前の交通情報・天気予報と同様に、浜村とアシスタントが担当のアナウンサーに向けて「ありがとうございました」と挨拶していた。
- 9:30

ありがとうファミリー劇場（月曜 - 木曜）
「さあ、（いつものように）幕をあけましょう」のフレーズで始まるコーナーで、通常は浜村と曜日アシスタントの二人だけが出演。毎週1つのテーマに沿って、ラジオドラマや名曲を放送していた。放送開始からしばらくの間、花王が当コーナーのみ提供。2021年9月までは金曜日にも放送されていたほか、2013年9月までは長らく10時台に編成していた。
ラジオドラマの場合には、歴史上の偉人の物語や、リスナーから寄せられたエピソードに基づくストーリーなどを1週間通じて放送。浜村と曜日アシスタントが、進行やナレーションにとどまらず、演技もこなす。ただし、登場人物が多い場合には、"ありがとう娘。"やディレクターも登場。実話を題材にする場合には、構成を担当した作家の氏名や脚本の出典を、必ずオープニングで紹介している。ただし、出演者が揃ってのリハーサルはなく、いわゆる「ぶっつけ本番」形式で放送していた。
MBSラジオのイベント（MBSラジオまつり）の一環としてラジオドラマを放送する場合には、同局の他番組のレギュラー出演者も登場。2009年4月の改編後には、スペシャルウィーク期間中のみ、前枠番組『子守康範　朝からてんコモリ!』にレギュラーで出演するタレント（メインパーソナリティの子守康範を含む）やMBSアナウンサーの上泉雄一（2009年度 - 2014年度の後枠番組『上泉雄一のええなぁ!』のメインパーソナリティ）・松井愛（2015年度以降の後枠番組『松井愛のすこ〜し愛して♥』のメインパーソナリティ）が参加したこともあった。
放送週によっては、毎日新聞大阪本社版朝刊の童話コーナー「読んであげて」に掲載されている童話の名作や、リスナーから寄せられた作文を朗読す。「名曲をありがとう」というタイトルで、リスナーにとって思い出の1曲をエピソードとともに紹介することもある。2021年までは、実際にあった珍事件を取り上げる「事件の裏側」も長らく放送していた。平日版最終回前日（2024年3月28日）の放送をもって、コーナーを終了。
ありがとう占い（詳細後述）→ ラジオショッピング（いずれも金曜日のみ）
ラジオショッピングコーナーは、「ジャパネットたかたラジオショッピング」というタイトルで2009年4月改編から内包。平日版の終了時点では、「はぴねすくらぶ]ラジオショッピング」として放送されていた。
「ジャパネットたかたラジオショッピング」は、ジャパネットの佐世保本社にあるスタジオからの生中継で、同社のMC社員が商品を紹介。創業者の髙田明も、代表取締役社長を務めていた時期に、「プレゼンター」として定期的に出演していた。「はぴねすくらぶラジオショッピング」への変更後は、同社のMC社員が福岡市内本社からの電話を通じて商品を紹介。
内包の開始当初は、月曜日 - 木曜日の10:20頃に放送。途中から2021年9月までは、月曜日 - 木曜日を含めて、放送時間を9:30頃からに設定していた。放送枠を短縮した2021年10月改編からは、月曜日 - 木曜日と金曜日で放送の時間帯が異なっていた。
内包の開始当初から、平日版を年末年始・祝日に放送する場合には休止。「ジャパネットたかたラジオショッピング」時代の2014年3月までは、中継の終了直後に、アシスタントが商品名、価格、受付電話番号などを復唱していた。
- 9:40

ジャパネットたかたラジオショッピング→ありがとう占い（いずれも月曜 - 木曜）
朝からようこそ（金曜日にエンディングの間際まで放送） 
歌手、俳優、お笑いタレントなど、放送の時点で話題のゲストを迎えるコーナー。新作映画のPRを兼ねてメインキャストが出演する場合や、他の事情でゲストの都合が付かない場合には、事前に収録した音源を放送している。このような場合を除いて、オープニングで"ありがとう娘。"から1名が「おはようございます。ありがとう娘。の（フルネーム）です。今朝のお客様・（ゲストの氏名）さんにお茶をお持ちしました」という決まり文句でゲストを紹介することが特徴。
2021年9月までは全曜日で放送。2013年9月までは、長らく9時台の後半に編成されていた。同年10月以降は「ありがとうファミリー劇場」と放送順を入れ替えたうえで10:05頃から放送されていたが、放送枠の短縮に伴って週1回の放送へ変更する一方で、9時台の後半で再び放送されるようになった。ちなみに、平日版の最終回（2024年3月29日）では、笑福亭鶴瓶と浜村による対談の収録音源を流している。
- 9:50 ありがとう芸能情報（月曜 - 木曜）

基本として、8時台に紹介できなかった芸能情報を1項目〜2項目取り上げる。かつては金曜日にも放送されていて、MBSテレビで金曜日の深夜に浜村の解説で映画（ほとんどは洋画、たまにアジア系の作品）を定期的に放送していた時期には、当日の当コーナーでその内容を予告していた。
2021年9月までは、金曜日のこの時間帯に「ありがとう耳寄り情報」（"ありがとう娘。"の1名が店舗・企業・イベント会場を訪れる中継コーナー）を定期的に編成。週によっては、事前に告知せずに「ありがとう芸能情報」へ差し替えることもあった。
- 9:55 演歌天気予報（月曜 - 木曜）

日本気象協会から提供された資料を基に、演歌のBGMを流しながら、アドリブ混じりの五七調で当日の天気概況を伝えるユニークなコーナー。一時期「声に出して読みたいお天気のお知らせ」というタイトルだったこともある。浜村が言ったフレーズをアシスタントが復唱することが特徴。
2021年9月までは10:25頃に放送。金曜日には「ご当地天気予報」に充てていた。
「ご当地天気予報」は、土曜日・日曜日を利用して観光地へ出かけるリスナーからのリクエストと、日本気象協会から提供された資料を基に、滞在日における目的地のピンポイント予報を伝えるコーナー。リクエストの対象は、日本全国およびアジア諸国。前日（木曜日）の17:00にリクエストを締め切ったうえで、放送で2名分を紹介していた。
- 9:58 エンディング

「9時クイズ」の正解および、プレゼントの当選者を発表。2021年9月までは10:28頃に設定されていて、『上泉雄一のええなぁ!』が後枠で放送されていた2014年度の途中からは、後枠番組のパーソナリティ（現在は『松井愛のすこ〜し愛して♥』の松井愛）に向けて浜村がメッセージを投げ掛けることで生放送を締めくくっていた。

### 備考
9時台に放送されている「ありがとう占い」（2021年9月までのタイトルは「今日の運勢～天地がささやくエジプト占星術～」）は、土曜日版でも放送されるコーナーで、その日の運勢を誕生月ごとに紹介していた。月曜日は「ラッキーカラー占い」、火曜日は「ラッキープレイス占い」、木曜日は「ラッキーアイテム占い」、水曜日・土曜日は「エジプト占星術占い」、金曜日には「ラッキーフード占い」の結果を発表。（土曜日版と共通の）番組公式サイト内に設けられている「今日の運勢」ページでも、その結果を放送当日の正午から翌日（土曜日のみ翌週月曜日の）正午まで公開していた。桜井がアシスタントを務める日には浜村との掛け合いが盛り込まれているほか、平日版のアシスタントを務めていた時期の大内は、浜村風の発音による関西弁を当コーナーで披露していた。 
9時台の後半には、『三遊亭円楽のおたよりください!』（CBCラジオ・RKBラジオでの放送分）や、TBSラジオで当番組と同じ時間帯の生ワイド番組内に編成されているコーナーと同様の企画ネット（日本香堂の単独提供）枠が組み込まれていた。
当番組では9時台後半の提供クレジット（2021年10月以降は事前収録による佐々木のアナウンス音源を全曜日で使用）で日本香堂を「共同提供社の1社（筆頭スポンサー）」と扱っているが、月 - 木曜日には「ありがとう占い」の直後、金曜日には「朝からようこそ」の直前に日本香堂の生コマーシャル（浜村かアシスタントによるスタジオからのインフォマーシャルで放送上の呼称は「日本香堂からのお知らせ」）と（上記のネット局でも流れる事前収録の）40秒CMを放送。放送上はこのCMに続いて、「9時クイズ」の受付の締切を知らせるチャイムを立て続けに鳴らしていた。ただし、「9時クイズ」の応募用に「67コール」を導入してからの水曜日では、チャイムを鳴らしていない。
当番組を10時台にも放送していた2021年9月までは、日本香堂の生コマーシャルと40秒CMの放送枠を全ての曜日で10時の時報前に設定していたほか、「9時クイズ」の締切チャイムを10時の時報明けに鳴らしていた。

## インターネットでの音源配信
- 「今朝の新聞から」の放送内容を1時間弱に編集した音源を、YouTube内のMBSラジオ公式チャンネル（#外部リンクを参照）から配信。当番組の公式サイトや、MBSラジオ公式サイト内の「WEBラジオ」ページからも、埋め込みリンクを通じて聴取できる。
  - 配信対象は基本として、「今朝の新聞から」8時台のうち、CM・生コマーシャル・BGMを除く部分。生放送の同録音源を活用するため、放送中や放送直後に間違いが判明したデータ・情報、政治的な発言なども割愛されることがある（具体例については後述）。
  - 2013年9月24日までは、Windows Media Player対応の音源を、放送直後（放送日の11時台）から当番組の公式サイトでストリーミング配信。金曜日以外の放送分は翌日の更新時間、金曜日の放送分は翌日（土曜日）の午前5時まで聴取できた。その一方で、土曜日の正午頃から月曜日正午頃までの間は、上記ページでの配信を停止していた。なお、9月25日からYouTubeでの配信へ移行したことを機に、過去数日間の音源も「バックナンバー」として公開されるようになった。
  - 2010年2月末日（実際は2010年2月24日放送分）までは、RealPlayer形式でのストリーミング配信も実施。2012年11月下旬までは、前述の「オープニングソング」とBGMも含めて配信されていた。また、YouTubeで「今朝の新聞から」の音源配信を始めるまでは、土曜日版「映画サロン」での浜村節を彷彿とさせる15秒間の番組PR音源（番組インフォメーション）も公式サイトからWindows Media Player形式で公開していた。
- 2014年9月2日（火曜日）放送分からは、radikoプレムアムのエリアフリー聴取サービスを通じて、MBSラジオ（当時は毎日放送）の放送対象地域（近畿広域圏）外からも生放送とほぼ同時に聴取できるようになった。エリアフリーサービス自体は同年4月1日（火曜日）から本格的な運用が始まっていたが、毎日放送（当時）は9月1日（月曜日）まで全ての番組で参加を見合わせていた。

### 浜村の誤解による放送中の「不適切発言」と番組側の対応
- 2022年11月17日（木曜日）に放送された「今朝の新聞から」で松原千明（浜村と同じ京都市出身の女優）が同年の10月上旬に64歳で急死していたことに関する報道を取り上げた際に、松原の死因をめぐって、浜村が公知の事実や当日発行の朝刊各紙（を含む報道）に基づかない憶測での発言を繰り返した（後述）。MBSラジオでは浜村の発言を「放送上不適切」、当日のアシスタントであった佐々木が発言の途中にはさんだ訂正を「不十分」と判断したうえで、radikoのタイムフリーサービスから当日放送分の音源の再生を停止。19日（土曜日）には、発言に対する謝罪文を当番組の公式サイトに掲載した[38]。なお、YouTubeでは「今日の新聞から」の放送済み音源の配信期間を（金曜放送分を除いて）放送の当日に限定しているため、翌18日（金曜日）には通常どおり音源を更新。
  - 松原の急死をめぐっては、「死因が特定された」という旨の報道が、18日の当番組本番前の時点で一切出ていなかった。かつての夫だった石田純一は、急死の発表を受けて前日（17日）に報道陣の取材へ応じていたものの、「精神安定剤がだんだん強くなっていったのかも知れない。医学的には分からないが、彼女（松原）はお酒との組み合わせがあまりよくなかったように聞いている」と述べるにとどめていた。これに対して、浜村は「それまで延々と病気で養生していたんじゃなく、64歳で急死ですよ。ひそかに噂としましては、危険な薬物、よう言われます麻薬とか覚せい剤（覚醒剤）の影響があるんじゃないかと」と発言。「お薬とかではなかったんですか、病院とかで処方された」という佐々木の質問に対しても、「そんなもんじゃない。いわゆる麻薬、覚せい剤の類ですね。だからそういう危険な薬物と。『そういうのを使った影響があるんじゃないか』と新聞が書いておりますけどね」と否定した。佐々木は「一部の報道では、『精神安定剤を服用されていた』（と伝えられている）」と補足したものの、浜村は「それはね、石田さんが言われてるんですよ。精神安定剤を飲んでいるうちに、だんだんもっと効く薬、強い薬といってエスカレートって言いますね、英語で。こうなっていってやがてそれが危険な薬物にまで...」と主張。佐々木は「危険な薬物は使ってらっしゃらなかったそうですけどね」「薬物の記事は出ていないそうです」との表現で主張の訂正を試みたところ、浜村は「出てますよハッキリ。探して読みましょうか。そこを。そんなこと無駄な時間使いますので今やりませんけどハッキリそれを書いた新聞もあるんです。新聞報道も新聞によって違いますからね。一部しか読んでいないと全体がわからない。そういうことなんですよ」と言い切った。ところが、以上の主張を裏付ける「新聞記事」を、浜村自身も番組関係者も見付けられないまま生放送が終了した。
  - 上記のやり取りを把握していた『J-CASTニュース』では、浜村の主張を裏付ける「新聞記事」が「日経テレコン」（日本経済新聞社がビジネス向けにオンラインで提供している新聞記事のデータベース）で確認できなかったことを踏まえて、18日の放送終了後にMBSラジオへ取材を申し入れた。この取材に対して、同局のPR担当者は「生放送中にアシスタント（佐々木）が（浜村の発言に対して）必要な訂正を入れてはいたが、不十分だったところがあったかも知れない」とコメント。浜村の発言内容が不適切であったことを認めたうえで、当日の同録音源について、取材の直後に（通常は放送日から1週間・1番組につき延べ3時間以内の音源再生が可能な）radikoタイムフリーサービスでの配信を停止する措置を講じた[39]。また、MBSラジオが当番組の公式サイトに掲載した謝罪文では、「浜村淳氏が、事実確認が十分になされない内容を主張する部分がございました。 番組内で複数回訂正をいたしましたが、訂正が不十分であったと認識しております」と明記している。
  - 浜村自身は上記の発言について、11月22日（火曜日）放送分の冒頭で関係者やリスナーに謝罪。「新聞記事に掲載されていた『薬物過剰摂取』という言葉の意味を取り違えた結果、『麻薬』『覚醒剤』といった言葉が記事に出ていなかったにもかかわらず、（放送中に）『覚醒剤とか麻薬の影響があるのではないか』と表現してしまった」と釈明した[40]。同月25日（金曜日）には、浜村の所属事務所である昭和プロダクションも、松原の遺族などに対する謝罪文を公式サイトに掲載している[41]。
    - 浜村が上記の釈明で引き合いに出した記事は、発言当日（17日）の『サンケイスポーツ』（大阪本社発行分の芸能社会面）に掲載。実際の文面では「複数の関係者によると、（松原）千明さんは若い頃から情緒が不安定になることがあり、5年ほど前から精神安定剤を服用。（松原の）死亡が確認された際、過剰摂取した跡があったという情報もある」「（報道陣からの取材に応じた）石田（純一）は『薬とお酒の組み合わせが良くなかったのかもしれません』と唇を震わせた」と表現しているだけで、「覚醒剤」「覚せい剤」「麻薬」といった言葉は一切出ていない[42]。その一方で、当番組が17日から21日（月曜日）まで（土曜日版を含めて）4回放送されていたにもかかわらず、この間の放送では浜村による訂正や謝罪が一切為されていなかった[43]。
    - MBSラジオでは、2022年12月1日（木曜日）に開かれた第18回番組審議会で、上記の経緯や対応を審議委員に説明。出席した委員から問題点が指摘される一方で、MBSラジオ側からは再発防止策や今後の対応についての報告が為された。月1回の定例審議会として開催されたが、後日公表された議事録の概要には、指摘された問題点やMBSラジオ側からの報告内容が詳しく記されていない。

## 「浜村節」
この番組の魅力の一つに、「今朝の新聞から」や「映画サロン」等における浜村の独特の話芸が挙げられるが、その中でもよく使われる言い回しや、お決まりの一言などを挙げる。

### 放送中に多用される決まり文句

#### あいさつ
- 「いろはの『い』の字によく似た姿、淳と」「○○（アシスタントの下の名前）で」「ありがとう」

平日版の生放送を締めくくる挨拶。挨拶の途中まで浜村1人で披露するが、アシスタントの名前のみ本人が発声。最後の「ありがとう」では、浜村とアシスタントが声を合わせる。
ラジオスタジオ内で机をはさみ向き合っていては互いに記事が読みにくいので、隣り合って座っている姿を、ひらがなの「い」の字に例えている。
2002年10月5日までは土曜日のみ、2002年10月7日以降は現在まで10時29分に披露。ただし、放送終了までの残り時間が少ない場合には割愛。浜村が挨拶の最初の一節を思い出せないまま、番組を終えることもあった。
当番組の後枠で『上泉雄一のええなぁ!』を放送していた2015年1月 - 3月には、放送終了まで時間に余裕がある場合に、上記の挨拶を済ませてから浜村が「この後は上泉さんです・・・ええなぁ」という台詞を加えることで同番組へつなげていた。後番組が『松井愛のすこ〜し愛して♥』になってからは「この後は松井愛さんの『すこ〜し愛して♥』が始まります」とつなげていた。
平日版の最終回（2024年3月29日）では、リスナーから数多く寄せられたメッセージをエンディングの間際まで紹介していた関係で、上記の挨拶を割愛。浜村による「この後は松井愛さんの『すこ〜し愛して♥』が始まります」というフレーズだけで、半世紀にわたる平日の生放送を締めくくっていた。

#### 比喩表現
- 「歩いて○○分、走って●●分、ケンケンして△△分、はいずりまわって××分」

ある場所までの所要時間を示すときによく用いられる。
- 「うぐいすがハチミツをなめたような声」・「カラスがコールタールを飲んだような声」

美声・悪声を比喩するときに使う表現。セットで用いられることが多い。「カラス……」は主に浜村自身の声を指して言う。
- 「聖武天皇さまがお聴きになっても『これは古い!』とおっしゃるほどの○○」

戦前の音楽など、非常に古い音源を紹介するときに用いられる。「聖徳太子さま」等に置き換えられることもある。
- 「横板に取り餅」

「立て板に水」と反対の意味で、滑舌の悪い様子をたとえる。

#### 古方言
- 「ええコンコロ（心）持ち」
- 「ころこんで」

転ぶ、転がり込むと言った意味。「喜んでころこんで」と重ねると、欣喜雀躍する様子になる。
- 「好きやん」

「すっきゃん」と発音。恋人のこと。
- 「不服でおます」

浜村は「今朝の新聞から」でニュースを紹介する際、物語のように説明を行うため、記事上の人物がフィクションの登場人物としてセリフを発するような調子になる。この例は、裁判の結果、原告・被告が、控訴・上告する際に必ず発するフレーズである。当事者が関西以外の人間でもこのように言うことになっている。

#### ダジャレ・地口
- 「イタリーと日本を、行タリー来タリーする」
- 「うどん屋の釜（あるいは「有馬温泉の風呂」）で、湯（言う）ばっかりや」

有言不実行の様を示す。
- 「一酸化炭素＋二酸化炭素＝三酸化炭素」
- 「嵐寛寿郎はアラカン、阪東妻三郎はバンツマ、大河内傳次郎はオデン」

人名を略す話が出たときのお決まりの一言。「浜村淳はハマジュン」と言うときもある。かつての日本道路公団（JH）が話題にのぼったとき、「JH、ジュン・ハマムラ」と言うパターンもあった。
- 「大阪名物岩おこしに、掘り起こし」

古くからある地口。江戸時代の大坂で工事が多かったことを揶揄したもの。
- 「オーストラリアで江州音頭を踊る」

豪州（ごうしゅう）とかけたもの。
- 「カナダは遠い。はるかカナダ」
- 「草木も眠るハチミツ時」
- 「準備ばんたん自動車道」
- 「ジョルジオ・アリマイネコ」

「アルマーニ」と「有馬稲子」をかけたもの。盗難などの事件を伝える際、高級ブランドの名称として用いる。
- 「同志社大学文学部をシュセキ（酒席）で卒業した」

トップの成績を意味する「首席」とかけ、教授と酒を共にして取り入ったと豪語する。
- 「何を言うてはりまやばし!」

関西弁特有の「○○してはる」という語尾と高知市にあるはりまや橋をかけたもの。
- 「ニュージーランドはややこが多い」

「ややこ」は乳児（ニュージ）のことである。
- 「微分積分。かすかにわかる、わかったつもり」
- 「風呂屋のオッサン飛行機乗りになりよったで」「戦闘（銭湯）機やろ?」
- 「蛇の長さは9mのヘビー級」
- 矛盾 →「浜村むじゅん」
- 「名犬ラッシーがややこ産んだ」→ ややこシー → ややこしい

#### ことわざ・俚言・古流行語
- 「あら松ちゃん出ベソの宙返り」

驚きを表す時に発する。
- 「昨日の敵は明日の友」
- 「窮鼠（かえって）猫を噛む」
- 「この土手に 登るべからず 警視庁」
- 「天網恢々疎にして漏らさず」
- 「遠くて近きは男女の仲、近くて遠いは田舎の道」
- 「何を言うやらミカンやら、キンカン升で量るやら」
- 「笑って誤魔化せ自分の失敗、しつこく責めよう他人の失敗」

#### 落語・放送番組等からの引用
- 「あー、あやかりたい、かやつりたい」

落語の『子ほめ』からの引用。
- 「オッサン喰たろか、ボンボン噛んだろか」

「ボンボン噛んだろか」は落語の『寄合酒』からの引用。映画『ジョーズ』のサメなど、猛獣が襲い掛かる様子を表現するときに使用。
- 「お土産、お土産」

長らくMBSテレビで放送されていた素人参加番組『素人名人会』で、初代司会者の西条凡児が出演者をねぎらう際に常用した言葉。なお浜村は、2代目司会者の西川きよしの選挙活動期間中に同番組の代理司会を務めた。
- 「ジャジャジャージャージャージャージャー」

上方落語『相撲場風景』からの引用。水などの液体が流れ出すさまを表したもの。通常はこのフレーズをゆったりと2回繰り返す。ちなみに当演目においては、小便を一升瓶に注ぎ込む様を表す擬音である。
- 「源頼朝、御年八歳の折りのしゃれこうべ」

古典落語のさわりでよく使われる小咄。「頼朝の頭蓋骨」と称した人骨を見せる見世物小屋が話の舞台。頼朝は頭が大きかったと伝わるため、頼朝にしては骨が小さい、と客がただすと、このセリフとなる。
- 「にぶゎーい」

何かが前に比べて二倍になった、などという話が出た時、かつて高見山が出演した丸八真綿のCMの口調で表現する。
- 「バカなことを言うな!」

若井ぼん・はやとの若井ぼんのギャグ。関西とも標準語とも違う不思議なアクセントで発話される。
- 「持った湯のみをバッタと落とし、小膝たたいてにっこり笑い」

広沢虎造の浪曲『石松三十石船』からの引用。登場する人物が妙案（もしくは悪巧み）を思いついた様を示す。「湯のみ」の部分は、話題の内容によって時折変化する。
- 「ようお越し またお越し 岩おこし」

パート2のギャグ。

#### 擬音・擬態語
- 「ガンガラ ガンガラ ドスンプスン」・「ドンガラガッチャン ガンガラガッチャン ドッカンバッタンプッスン」

何か物にぶつかった様子や、物を叩く様子を表現する擬音。
- 「ぱぷぱぷ」

嬰児が泣いたり、何か意思表示をしたりしようとしている様子。「（何か意思表示をしたくても）『ぱぷぱぷ』しかよう言わん」「『ぱぷぱふ』言うてるややこでもわかる」などと表現される。
- 「ポンカラキンコンカン」

パソコンや電子辞書のキーボード等をたたく様、またはチャイムを鳴らす音。

#### 歌
- 「いちばんめーはーいちのみやー」

手まり歌。一番はじめは一の宮参照。
- 「ドレミファソラシドー、ドシタラヨカロウー」
- 「浪速の空は日本晴れー」

三橋美智也「夕焼けとんび」の替え歌。阪神タイガースが勝利した次の日の放送の冒頭で、他の出演陣も巻き込んで歌われる。浜村は、この歌を「歌うたびに下手になる歌」と表現している（これは、歌われるたびにアシスタント（特に桜井一枝）の歌うこの歌が下手になっているように聞こえるからである）。

#### その他
- 「あちゃら語で言うと」

外国語、外来語の意味。
- 「エステテテテティックサロン」
- 「エンゲージ明治神宮、エンゲージ橿原神宮、エンゲージ平安神宮」
- 「クラブ・バクテリアのケメ子ちゃん」（柳家小せん (4代目)）

話題中に例示のために架空の人物を設定する際、このように実在しないような突飛な名称が用いられる。
- 「さりとて」
- 「新春シャンソンショー」

NGや言葉を噛む話題が出たとき「ポリ袋入りお煮しめでおなじみの摂津洋酒醸造所が新進のシャンソン歌手を集めてお贈りする新春シャンソンショー」という台詞を昔司会で言わされたという話をすることがある。
- 「セミプロ」
- 「ぷーさん」

エルヴィス・プレスリーのこと（プレスリーの生後2日後に浜村は生まれた）。京都先斗町のスナック「鳩」のママがプレスリーを「ぷーさん」と呼んだことに由来する。また、五山送り火開催日とプレスリーの命日が同じ日（8月16日）であるため、当日の送り火の行事紹介をする際に、毎年必ず「ぷーさん」が話のネタにされる。
- 「真面目の国から真面目の宣伝に来たような人」

悪事には全く無縁そうで、とても事件を起こしそうにもないような人を形容する表現。主に「仕事熱心な人」などと報じられる容疑者に対して用いられることが多い。

## オープニングについて
平日版の開始当初は、浜村とアシスタントによるタイトルコールに続いてテーマソングを流していた。しかし、1978年11月23日の中波周波数変更を機に、以下の文言が確立。実際には、毎日放送本社の移転（1990年3月）、ワイドFM（90.6MHz）での本放送開始（2016年3月19日）、「株式会社MBSラジオ」による制作・放送体制への移行（2021年4月1日）などに応じて、文言の一部を変更している。
アシスタント「一番に入れるスイッチなんでしょう。来る日も来る日も（毎日放送→）MBSラジオ、1179」
ありがとうギャルズ（現在の「ありがとう娘。」の前身）「ありがとう浜村淳です」（1992年以前は、浜村とアシスタントが言っていた）
アシスタント「おはようございます、（アシスタント名）です。花の放送局（MBS→）MBSラジオから、AM1179・FM906で夢いっぱいの番組をお届けします」
平日のテーマ曲が流れ、「今朝の新聞から」がスタート。なお、テーマ曲は「今朝の新聞から」のコーナー中、BGMとして、延々と流れ続ける。
冒頭のフレーズには、掛詞と語呂合わせを交えている。「一番に～」のくだりは、「一 (1) 番に入 (1) れるスイッチな (7) んでしょう。来 (9) る日も来る日もMBSラジオ、1179」という構成で、中波周波数1179kHzとの語呂合わせを「あいうえお作文」方式で表現している。さらに、MBSラジオによる制作・放送体制へ移行する前に使われていた「来る日も来る日も毎日放送」というフレーズは、「来る日も来る日も（平日は）毎日この番組を放送している」という表現に移行前の局名（「毎日放送」）を重ねていた。しかし、移行に伴う局名の変更によって、この掛詞は成立しなくなった。
「花の放送局MBSラジオから…」の部分は、毎日放送千里丘放送センター内のラジオスタジオ（大阪府吹田市）から放送していた時期に、「花と緑の、愛の千里丘からお送りします」というフレーズを使用。毎日放送の本社機能が現在の社屋（大阪市北区茶屋町）へ移転した1990年9月から、ワイドFMの本放送を開始するまでは、斎藤守慶（移転時点での毎日放送社長）の意向で「星の放送局から星の21世紀をお届けします」に変更していた。
土曜日版では、『ありがとう浜村淳です土曜日です』としてユニバーサル・スタジオ・ジャパン（USJ）内の毎日放送ラジオスタジオから放送していた時期（2001年4月 - 2006年9月）を境に、平日版と異なる文言を長年用いていた（当該項で詳述）。スタジオや局名の変更などを経て、2020年4月7日放送分から、文言の大半を平日版と再び統一。平日版の終了翌週（2024年4月6日放送分）以降も、『ありがとう浜村淳です土曜日です』というタイトルコールを残しながら、この文言の使用を続けている。

### テーマソング
- 「ありがとう」作曲:奥村貢（作品コード 066-3235-1）
  - 初代:1974年4月8日 - 1992年3月13日
  - 二代目:1992年3月16日 - 2024年3月29日
    - AMステレオ放送の開始に伴う再録音の際に、アレンジを一部変更。変更後のバージョンは、「ブロードキャスト・トラックス 毎日放送編」というCDアルバムにも収録されている。
    - 土曜日の放送（かつての「土曜日版」）におけるテーマソングには、平日版が放送されていた時期から、Tony Hatchの「El Payaso」を使用している。

## 関連番組
- TBSラジオでは一時、当番組とほぼ同じ内容の生放送番組（『お待たせしました 浜村淳です!』→『古今東西!浜村淳』）を流していた。ただし、浜村をはじめとする出演者は、大阪のスタジオから中継回線を通じて登場していた。
- 2009年11月8日には、MBS・ABC両局によるコラボレーション企画として、『おはようパーソナリティ道上洋三です』でパーソナリティを務める道上洋三と浜村のトークショーが第七藝術劇場（大阪市淀川区）で実現。その模様が、同月23日に両局で放送された。
  - ABCラジオでは19時30分 - 20時に、土谷多恵子の進行で『誰がとめるねん!?　道上洋三vs浜村淳』として放送。MBSラジオでは20時 - 20時30分に、桜井一枝の進行で『浜村淳＋道上洋三　ラジオトップ対談』として流された[注 9]。
- MBSラジオでは、2011年9月10日の15時45分 - 17時43分に、『永六輔・つボイノリオ・浜村淳の御三家ラジオ』（MBSラジオ・TBSラジオ・CBCラジオの3局共同制作番組）をTBS・CBCから1週間遅れで放送。当番組から、浜村と大内がMBS代表として出演している。
- 2016年10月16日には、『MBSサンデースペシャル』枠（20時 - 21時）にて、当番組女性レギュラー陣と『土曜日です』から中野加奈子が出演の「ありがとう女子会スペシャル〜妙齢の美女7人でございます〜」を放送。
- 2019年3月21日（月曜日・春分の日）には、MBSラジオ・近畿日本鉄道（近鉄）・クラブツーリズムによる特別企画として、近鉄が臨時に走行させる団体貸切列車「あおぞらII」内からの全編生放送『番組開始45周年記念　近鉄電車からありがとう』を実施。クラブツーリズムが催行する予約定員制（同月8日まで予約受付）の有料ツアーおよび、「第38回ラジオウォーク」（MBSラジオの特別番組との同時進行方式によって奈良市内の平城宮跡歴史公園周辺で開催）と連動した企画で、「あおぞらII」は通常運行しないルート（大阪上本町駅→<<近鉄大阪線>>→大和八木駅構内の新ノ口連絡線→<<近鉄橿原線>>→橿原神宮駅→<<橿原線>>→平端駅→<<近鉄天理線>>→天理駅→<<天理線>>→平端駅→<<橿原線>>→大和西大寺駅の順）で走行した[44]。
  - 日本国内を走行している臨時貸切列車の車内からの生中継だけで構成する番組は、NHK総合テレビが1964年に東海道新幹線の試験走行車両で実施している。ただし、毎日放送が制作する番組および、日本国内向けのラジオ番組では初めての試みという。近鉄にとっても、走行中の列車を長時間の生放送番組向けに提供することは初めてとされる[45]。
  - 「あおぞらII」は6両編成で、放送機材を搭載する車両（1両）以外の5両に300名の予約客を乗せるとともに、先頭車両を仮設スタジオに見立てて生放送。予約客には、「キッチンぷいぷい」（MBSテレビ『ちちんぷいぷい』内の料理コーナー）に出演する料理人の一部（卜部吉恵・中辻利宏・松下平）がプロデュースに携わった特製の弁当を振る舞うほか、MBSラジオだけを受信できるツアーオリジナルの携帯ラジオ受信機をプレゼント。また、放送の合間には、浜村との記念撮影の機会を設けた。
  - 上記のルートでは、近鉄大阪線から橿原神宮方面へ向かう通常の列車では使用しない新ノ口連絡線から橿原線へ進入。天理線内の運行については、通常の列車と違って、橿原線と接続する平端駅の構内でスイッチバックによって列車の進行方向を変更した。このような事情から、浜村・鳥居や「ありがとう娘。」の田下に加えて、毎日放送きっての鉄道通であるスポーツアナウンサーの馬野雅行や、後輩アナウンサーの福島暢啓も、ツアーへ同行しながら生放送に出演。その一方で、不測の事態による放送事故を回避すべく、佐々木と「ありがとう娘。」の西田が毎日放送本社のラジオスタジオから進行役を務めた[45]。
  - 「あおぞらII」の出発時刻が8時12分に設定されていたため、オープニングトークと「今朝の新聞から」は、大阪上本町駅のホームに停車中の車両から放送。出発後は、車内から「9時クイズ」を出題したほか、「第38回ラジオウォーク」のステージイベントに出演する笑い飯哲夫をゲストに迎える格好で「朝からようこそ」を放送した。「あおぞらII」が放送用の電波を届けにくい場所を通過する最中には、浜村・福島からのリクエスト曲の放送や、佐々木・西田によるスタジオトークで対応。佐々木と西田は、「ラッキーアイテム占い」のアナウンスや、「9時クイズ」のプレゼント当選者発表も担当した。その結果、大きな放送事故に見舞われることなく、「あおぞらII」はエンディングまでに大和西大寺駅へ到着。浜村・鳥居・哲夫とツアーの参加者は、放送終了後に同駅から国営平城宮跡歴史公園へ移動している。
  - 通常は祝日にも放送されるレギュラーコーナーのうち、「ありがとうファミリー劇場」「ありがとう芸能情報」「演歌天気予報」については休止。「今朝の新聞から」も、当日放送分のみ、YouTube公式アカウントからの音源配信を見合わせている。
- MBSラジオでは、『ありがとう娘。プレゼンツ　オムニバスラジオドラマ　8cmのピンヒールで駆ける恋』を2022年12月26日（月曜日）の本番後（19時 - 20時）に『MBSマンデースペシャル』枠で放送。タイトルが示すとおり、当時の「ありがとう娘。」（吉村・西田・岡田・田下）が揃って出演した。当番組の放送開始から50年目に当たる2023年および、土曜日のみの放送へ移行した2024年4月にも、当番組の放送日（本番後）に以下の特別番組を2ヶ月に1回程度のペースで放送している。
  - 2023年4月17日（月曜日）には、『ありがとう浜村淳です50年目スペシャル　今日のあなたに“ありがとう”』を『MBSマンデースペシャル』枠（20時 - 20時55分）で放送。放送時点での「ありがとう娘。」（吉村・西田・田下）の進行による放送開始から50年目の特別番組で、（MBSラジオで所蔵している当番組のアーカイブ音源では最も古い）第2回放送の同録音源からオープニングトークと（番組の開始当初に設けられていた）スポーツニュースの一部を流したものの、浜村の出演は終盤の10分間にとどまった。
  - 2023年5月29日（月曜日）には、『シャンプーハットのありがとう浜村淳です』を『MBSマンデースペシャル』枠（19時 - 20時）で放送。浜村が「（収録の時点で）最も共演したかった」というシャンプーハット（てつじ・恋さん）を「MC」に立てたうえで、「ゲスト」の浜村と台本抜きのフリートークを展開していた。
  - 2023年8月14日（月曜日）には、『福島のぶひろの、金曜でいいんじゃない?』（「ポチッとMラジ」金曜枠の生ワイド番組）とのコラボレーションによる『浜村淳と福島のぶひろの昭和歌謡もいいんじゃない』を『MBSマンデースペシャル』枠（19時 - 20時）で放送。昭和歌謡への造詣が深い福島のぶひろ（毎日放送アナウンサーの福島暢啓）と浜村が昭和歌謡の魅力を語り合う一方で、2人にとって思い入れの深い歌謡曲を交互に流していた。この企画がリスナーの好評を博したことから、同年12月30日（土曜日）には、事前に収録した「第2弾」を土曜日版（生放送）の直後（11時30分 - 12時30分）に放送。
  - 2023年10月13日（金曜日）には、『茶屋町シネマフェスティバル!』を20時 - 20時55分に放送。森川みどり（シネマコミュニケーター）に加えて、試写会や土曜日版の「ありがとう映画サロン」（浜村による新作映画の評論コーナー）に協力している映画配給会社のPR担当者をスタジオに迎えたうえで、映画宣伝活動の舞台裏を本音交じりのクロストークで浮き彫りにしていた。
  - 2024年4月13日（土曜日）には、放送開始50周年記念イベント（同月15日にSkyシアターMBSで開催）と『あまろっく』（毎日放送が制作に関与した浜村出演の実写映画）のPRを兼ねた『世紀半ば、道半ば･･･ザ・対談スペシャル!』を19:00 - 21:00に放送。前半には、『あまろっく』のメインキャストから、笑福亭鶴瓶を対談、江口のりこ・中条あやみを鼎談のゲストに迎えていた。後半には、浜村による井沢元彦との対談→天童よしみとの対談が収録された音源を立て続けに放送。中盤には、『ブギウギ』（NHK大阪放送局の制作によるテレビドラマ）が2023年度の下半期（当番組平日版終了までの半年間）に「朝の連続テレビ小説」で放送されていたことを背景に、この作品のヒロイン（趣里が演じた「花田鈴子」）のモデルに当たる笠置シヅ子の半生を浜村が紹介する企画も設けられていた。

## 番組プロデュース商品

### 「浜村淳です! 幸せひと筋・感動カレー」
セブンイレブンとのコラボレーションによるプロデュース商品として、2011年7月29日から近畿2府4県・数量限定で発売（1箱525円）。国産の牛すじを煮込んだ中辛味のレトルトカレーで、「涙のスパイス」と称するスパイスの小袋が付いていた。
当番組にとって、コンビニエンスストアとのコラボレーション企画は初めての試み。発売前後には、同商品の発売を告知するジングルを特別に流していた。発売直前には、「ありがとうファミリー劇場」でも、カレーにちなんだラジオドラマを放送している。

### 「ありがとう　春待ち華やぎ弁当」
サークルKサンクスとのコラボレーションによるプロデュース商品として、2013年2月11日から2月25日までの2週間にわたって、近畿2府4県と岡山県の同社店舗で発売（1箱550円）。春の訪れを感じさせる10種類の和食（ゆかりと青菜のだし御飯、里芋・こんにゃく・人参・大根・かぼちゃ・椎茸の煮物、茄子と湯葉のあんかけ、切干大根、生麩の田楽風、小松菜と刻み揚げのおひたし、鶏のゆず胡椒焼き、だし巻き玉子、有頭えび煮、さば煮のおろし揚げ）を、1箱に詰め込んでいる。
ちなみにMBSラジオでは、2013年1月1日1時から、（当番組の放送時間帯を含む）時報の直前にサークルKサンクスのCMを放送。当弁当の発売期間中には店舗発行のレシートを貼ったハガキを同年2月28日までに投函することを条件に、伊藤園のペットボトル茶（指定の3製品から最低1製品）との同時購入者から抽選で当番組特製の湯呑みを進呈するキャンペーンも実施していた。

### 「ありがとう恵方巻」
ダイエーとのコラボレーションによる節分向けのプロデュース商品として、2017年から、節分の前後に近畿2府4県のダイエー・グルメシティの店舗で提供。毎年1月上旬に当該店舗で予約を受け付ける一方で、節分の当日（例年は2月3日・2021年のみ2月2日）には大半の店頭で販売する（2017年には節分前日の2月2日にも販売）。節分が日曜以外の曜日と重なる場合には、「ありがとう娘」による販売中の店舗からの生中継リポートを当番組で放送するほか、放送後に中継先の店舗で実施する販売促進イベントへ浜村が参加する。
「縁起の良い食材」として浜村が勧める数の子・クワイ・黒豆・椎茸・ゴボウ・レンコン・海老・卵（卵焼き）を酢飯の中へ入れたうえで、1枚当たり1,870個の細かい穴を開けた海苔で酢飯ごと巻くことによって、節分の風習である「丸かぶり」でも歯切れ良く食べられるように工夫している。
価格については、8が「末広がり」を意味する数字であることにちなんで、1本当たりの本体価格を2019年まで888円（消費税込みで959円）に設定していた。食べやすさを重視した小型化に伴って、2020年から本体価格を698円（消費税込みで約753円）に引き下げていたが、2023年からは本体価格を798円（消費税込みで約862円）に変更。

### 「ありがとう!16品目の彩り弁当」
平日版の放送開始45周年記念企画の一環で、ダイエーとのコラボレーションによるプロデュース商品として、2019年10月31日から近畿2府4県と岡山県の同社店舗で発売（1箱税別450円）。βカロテンとビタミンCが豊富な緑黄色野菜、もち麦、黒米、豆苗など、栄養価の高い16品目の食材を用いた9種類のオリジナル料理を、八角形の容器に盛り付けている。

## 放送枠外企画（イベントなど）
- 番組パーソナリティを務める浜村自身が映画評論家でもあることから、当番組の土曜日版に設けられている「映画サロン」コーナーに於いて近日公開予定の映画1本を紹介するほか[注 10]、年に数回程度「ありがとう名画サロン」（浜村の司会・解説およびAIG損保[注 11]や岡村製油[46]の提供による新作映画のリスナー向け試写会）を開催している[注 12]。
- 番組放送開始30年目の2003年12月には梅田コマ劇場（現在の梅田芸術劇場）で、35年目の2008年9月29日には初代フェスティバルホール、40周年の2014年4月7日には2代目フェスティバルホール（いずれも大阪市北区）で、それぞれ大規模な記念イベントを開催した。中でも2014年4月に開かれた40周年記念イベントでは歌手の五木ひろしと谷村新司、漫才師の西川きよし他が招かれ、浜村が「神様から与えられた仕事。今後も楽しくやりたい」と語ると共に「50周年は京セラドームかUSJで祝いたい」と早くも10年後のことを思い描いていたのに対し、五木は「まだやるの?」、きよしは「ドームより墓場の前でやったら?終わったらそのまま墓に入れる」と、それぞれ冗談交じりに返していた[50][51]。
- MBSでは2013年4月8日に、放送開始から40年目に入った当番組について、「1人のパーソナリティーが帯番組を生放送で40年」という内容でギネス世界記録に申請することを表明していた[52][53]。しかし、当時のアメリカで90歳のDJがラジオの生放送番組にレギュラーで出演していることが判明したため、申請を断念。このことを知らされた浜村は、ギネスから「現役最高齢DJ」として認定されることを視野に、少なくとも90歳まで当番組のパーソナリティーを続けることを新たな目標に挙げた[54]。
  - 浜村は当番組の放送50周年（2023年）を88歳で迎えたが、前述した「90歳のDJ」が既に放送業界を退いているため、放送50周年と「らいよんチャン」（毎日放送のステーションキャラクター）誕生20周年に関する街頭キャンペーン（同年6月8日＝木曜日の本番後）で大阪市内を回った際には「身体が続く（健康であり続ける）限り、リスナーの皆さんから許されるのであれば、100歳になるまで（現役のパーソナリティーとして）喋っていたい」との意向を示した[55]。平日版が翌2024年の3月で終了してからも、土曜日に限って当番組のレギュラー放送が続けられているのは、MBSラジオがこのような意向を最大限尊重していることの表れでもある。
- 番組開始20年目を迎えた1993年と翌1994年には、『サントリー1万人の第九』（MBSが1983年から毎年12月第1日曜日に大阪城ホールで開催するコンサート）に、「ありがとう合唱団」（浜村と番組で募集したリスナーによるコーラスグループ）名義で「1万人の第九特別合唱団」へ参加した[56]。
- 番組開始45周年を迎える2019年には、平成時代最後の月である4月17日（火曜日）の本番終了後に、「『ありがとう浜村淳です』45周年記念公演　"しじゅうご"縁がありますように…　平成最後の大パーティー!」と称する全席指定の有料イベントを、毎日放送の本社に隣接する梅田芸術劇場のメインホールで開催。レギュラー出演者の浜村、鳥居、佐々木、ありがとう娘。（西田愛、岡田麻紗巳、吉村珠佳、田下愉香）、土曜日版にのみレギュラーで出演する西川きよし、MBSラジオ他番組のパーソナリティから松井愛と近藤光史が登場した[57]ほか、八代亜紀、加藤ヒロユキ、純烈などをゲストに迎えた。同月26日（土曜日）の19:00 - 21:00には、このイベントのダイジェスト番組をMBSラジオで放送。
- 2024年4月15日（月曜日）には、当番組の放送開始から前週（4月8日）に50周年を迎えたことを踏まえて、『ありがとう浜村淳です50年記念公演・世紀半ば・道半ば・今日のあなたにありがとう!』を開催。前月（3月24日）にJPタワー大阪（大阪中央郵便局旧局舎の跡地に建てられた高層ビル）内で開場したばかりのSkyシアターMBSの「こけら落とし公演」を兼ねていたが、当番組を土曜日のみの週1回放送へ移行することを前提に企画されたため、「道半ば」という文言を公演のタイトルに入れた。
  - 公演には、当番組や浜村と縁の深い以下の人物が登場（◎は毎日放送の現職アナウンサー、●は平日版における最終アシスタント、△は平日版における最後の「ありがとう娘。」、○は土曜日版のレギュラー出演者＝いずれも開催の時点）。MBSラジオでは、公演の同録音源を2時間に編集したダイジェスト番組を4月28日（日曜日）の18:00 - 20:00に放送した。
    - 浜村淳△、福島暢啓◎（公演全体の進行を担当）、関岡香◎●（毎日放送正社員としての在籍最終月に出演）、来栖正之◎○（競馬実況調の口上をオープニングで披露）、古川圭子◎●（ダイジェスト番組のナビゲーターを担当）、五木ひろし、坂本冬美、シャンプーハット、倭太鼓飛龍、錦笑亭満堂、西川きよし○、桜井一枝○●、佐々木りつ子●、西田愛△、吉村珠佳△、田下愉香△、三宅秀一郎○

  - 公演は、倭太鼓飛龍による和太鼓の演奏でスタート。「浜村節」の一部を古川と関岡が標準アクセントで読み上げる企画も実施したほか、幕間には、「ヤングタウン」（福島と満堂によるアマチュアの漫才コンビ）とシャンプーハットが漫才を披露した。三宅は『GOGO競馬サンデー!』（MBSラジオの競馬中継）の実況と司会を来栖・中西則善と交互に担当しているフリーアナウンサーで、土曜日版の「競馬大作戦」（翌日の『GOGO競馬サンデー!』で中継を予定している中央競馬メインレースの展開を架空実況方式で予想するコーナー）にも2人との週替わり方式で出演。

## エピソード
- 2010年6月1日（火曜日）には、毎日放送東京支社内のラジオスタジオから、全編にわたって生放送を実施。浜村は、当番組の本番終了後に、同支社の近隣にあるTBS本社のラジオスタジオから放送していた『大沢悠里のゆうゆうワイド』にゲストで出演している[58]。
- 毎日放送がラジオの本放送を開始してから65周年を迎えた2016年には、毎日放送が（ワイドFMの周波数90.6MHZにちなんで）9月6日を「MBSラジオの日」にすることが日本記念日協会に認定されたため、同日の「朝からようこそ」内で浜村が「毎日放送代表」として協会代表理事の加瀬清志から登録証を受け取った[59]。
- 2020年には、日本国内における新型コロナウイルス感染拡大の影響で、4月から番組の制作体制を暫定的に変更。4月13日（月曜日）以降は、MBSラジオ制作の全番組への暫定措置でスタジオへ同時に滞在できる人数を原則として3人以下に制限しているため、「ありがとう娘。」が別室（会議室）からの生中継、「朝からようこそ」でスタジオへの登場を予定していたゲストが電話で出演している[60]。4月時点で85歳の浜村は、4月27日（月曜日）放送分まで（土曜日版を含めて）週6日のスタジオ生出演を続けていたが、翌28日（火曜日）から5月23日（土曜日）まで自宅からの中継による出演に変更[61][注 13]。この期間中は、鳥居・佐々木の両アシスタントからいずれか1名と、ディレクター1名がMBSラジオのスタジオに待機していた。
  - 浜村が自宅からの中継出演で発した第一声は、「私は今朝、スタジオを離れまして、『只今フランスはパリの近くヴェルサイユの宮殿から放送している』といえば格好良いんですが、ヴェルサイユ宮殿の裏にあるあばらやのような自宅から、ササリン（当日のアシスタントである佐々木）も『ありがとう娘。』（当日出演していた岡田と田下）の美貌の顔を見ることなく一人で放送しております」[62]。「今朝の新聞から」では、「ありがとう娘。」が通常どおりスタジオで当日の朝刊から注目の記事を切り抜いた後に、その記事をディレクター1名が浜村の自宅へ朝6時に届けたうえで、届けられた記事を浜村が1人で読むことによって本番への準備を進めた[61]。本番でも、このディレクターが浜村の自宅で中継のサポート役を担っていた。その一方で、浜村とアシスタントがスタジオで同席していないにもかかわらず、エンディングでは「いろはの『い』の字によく似た姿、淳と○○（アシスタントの下の名前）でありがとう」という挨拶を続けていた。
    - 浜村による自宅からの出演は5月6日（水曜日）までを予定していたが、平日版では同月22日（金曜日）、土曜日版では16日（土曜日）まで延長。そのため、浜村はオープニングの口上に入れる自宅の比喩を、以下のように1週単位で変えている。
      - 4月27日（月曜日） - 5月1日（金曜日）：「フランスはパリのヴェルサイユ宮殿の裏にあるあばら家宮殿」
      - 5月4日（月曜日・みどりの日） - 5月8日（金曜日）：「ロンドンはバッキンガム宮殿の裏にあるチューインガム宮殿」
      - 5月11日（月曜日） - 5月15日（金曜日）：「アメリカはニューヨークのカーネギーホールの裏にある玉ねぎーホール」
      - 5月18日（月曜日） - 5月22日（金曜日）：「オーストラリアはシドニーのオペラハウスの裏にあるおけらハウス」

  - 浜村が自宅からの出演を始めた当初は、MBSラジオのスタジオからも浜村の自宅からも、双方の様子を映像で確認できない状態で放送していた。5月11日（月曜日）以降は浜村が自宅からスタジオの映像を見られるように改善されたが、電波の届く範囲に制約があるとのことで、スタジオからは浜村の様子を映像で確認できないまま放送を続けていた。また、浜村の自宅のコピー機が新聞記事の拡大に適さないサイズの機種であったため、浜村は「今朝の新聞から」の準備に手間取ったという。さらに、自宅内外の物音が生放送に乗ってしまうハプニングが数回発生した。このため、浜村はスタジオ出演の再開に際して、自宅からの放送で不自由を感じていたことを吐露している。
    - 平日版で最後にスタジオへ出演した4月24日（金曜日）放送分では、「自分の通っている高校は、（新型インフルエンザ感染拡大の影響で3月中旬から休校しているので、当時日本政府が5月6日までの予定で全国に発令していた新型インフルエンザ等）緊急事態宣言の期間が長引けば、Zoom（ズーム）という機械（本来はウェブ会議用のアプリケーション・ソフトウェア）を使って（自宅向けのオンライン）授業を始めるかも知れない」という男子学生からの投書を、浜村が「200m（にひゃくメートル）という機械」と誤読するハプニングが発生。当日のアシスタントだった鳥居が、すかさず訂正を入れた後に、「（投書メールのプリントアウトで"Zoom"の文字が）ちょっと『200m』に見える」とのコメントで浜村をかばう一幕があった。

  - 2020年7月5日にMBSテレビで放送された『MBSマンスリーリポート』では、「新型コロナウイルス感染拡大　MBSラジオとアナウンサーの取り組み」という特集の中で、上記のリモート出演の背景や実態を紹介。毎日放送のラジオ局で当時ラジオ制作局長を務めていた渥美昌泰が、このような出演の意図として、「（日本政府などから要請されていた）『STAY HOME』（不要不急の外出の自粛）をリスナーに勧める点で説得力がある」と述べた映像などを放送した[63]。
- 浜村が検査入院によって当番組の全編を初めて休演した2021年1月14日（木曜日）放送分では、浜村のアシスタントを担当する予定だった鳥居を中心に、他曜日アシスタントの佐々木、「ありがとう娘。」の西田・田下（担当・肩書はいずれも同日時点）で進行。「今朝の新聞から」では4人が個人的に気になっている話題（主に芸能ニュース）を交互に紹介したほか、「ありがとうファミリー劇場」内のラジオドラマや「9時クイズ」などのレギュラーコーナーを女性陣だけで放送した。なお、「朝からようこそ」のゲストに迎えることが浜村の休演前から決まっていたサキタハヂメ（ミュージカルソー奏者・作曲家）は、当初の予定に沿ってスタジオへ出演している。
  - 翌15日（金曜日）には、鳥居を中心に、佐々木と「ありがとう娘。」の西田・田下・岡田で生放送を進行（田下・岡田は別のスタジオからリモートで出演）。「朝からようこそ」に電話で出演した八嶋智人（奈良県出身）が「（当番組を休んだのは）47年で初めてでしょ？1回ぐらい休ませてあげましょうよ」と語ったほか、鳥居から入院中の浜村に向けて「（2021年の）3月いっぱいで（放送開始から）47年。（前々日の13日まで）月曜から土曜まで1回も休んでいらっしゃらないのは驚異的で、尊敬に値しますね。大事をとって、ゆっくり万全の状態で戻ってきて下さい」とのエールが送られた[64]。
  - 通常は浜村とアシスタント（鳥居／佐々木）が掛け合うエンディングの口上（前述）については、浜村の完全休演を受けて、「いろはの『い』の字によく似た姿、（鳥居）睦子と」「（佐々木）りつ子で」「ありがとう」に変えていた[65]。もっとも、浜村が放送上完全に休演したのは14日・15日の2日間だけで、退院を控えた16日（土曜日）に電話で出演を再開。18日（月曜日）放送分からスタジオへ復帰した[28]。
- 2021年7月12日、番組公式Twitterアカウントを開設した。
- 浜村が当番組の開始前から1990年の初頭にかけて深夜番組のパーソナリティを任されていたラジオ大阪（OBC）では、2023年7月1日（土曜日）に開局65周年を迎えたことを受けて、同月17日（月曜日・海の日）に開局65周年記念番組『World Bentencho Carnival ～大阪・関西から世界へ～』を5時30分 - 25時（翌18日の1時）に編成。放送時間の中盤が当番組と重なる第2部（6時30分 - 11時に生放送の「レジェンドと語る、あの時・あの番組」）では、浜村が「OBCのレジェンド」としてインタビューに臨んでいた。もっとも、インタビューは前日（16日）までに収録されていて、その音源を当番組の本番直前（西川きよしがゲストとして生放送に出演していた7時30分 - 7時50分）に流している。